# Почтовая марка
Почтовая марка — специальный знак почтовой оплаты, выпускаемый и продаваемый национальными (и иными) почтовыми ведомствами и обладающий определённой номинальной стоимостью (номиналом). Служит для облегчения сборов за пересылку предметов (отправлений), осуществляемых почтой. Франкирование этим знаком, то есть маркирование отправления (наклейка на него марки), свидетельствует о факте оплаты услуг почтового ведомства (прежде всего — пересылки и доставки корреспонденции: писем, открыток и т. п.). Поскольку почтовые марки предназначены для франкирования писем, их также называют франко-марками.
Обычно марка представляет собой листок бумаги небольшого размера, преимущественно прямоугольной формы, как правило, с зубцовкой и клеем, нанесённым на оборотную сторону. Помимо номинала, на марках может указываться наименование почтовой администрации, их выпустившей; зачастую на ней изображены различные символы, декоративные элементы и рисунки.
Почтовые марки являются предметом коллекционирования (см. Филателия).

## Признаки

### Общие положения
Почтовые марки имеют следующие характерные признаки:
- они наклеиваются на почтовые отправления, бланки и т. п.;
- на них указан номинал, определяющий франкировальную силу знака почтовой оплаты (либо указано иное, к примеру, освобождение от оплаты);
- на них должно быть обозначено (в виде текста, иногда — изображения) название эмитировавшего государства (почтовой администрации);
- для недопущения их повторного использования они должны предусматривать гашение;
- законодательно должно быть предусмотрено наказание за их фальсификацию (см. Фальшивая марка), подделку (см. Поддельная марка) или незаконное использование;
- их эмитент должен быть членом Всемирного почтового союза (ВПС) или участвовать в международном почтовом обращении через другого члена ВПС и представлять в ВПС образцы эмитируемых почтовых марок;
- их эмитент должен иметь в пределах своей территории неограниченный почтовый суверенитет;
- их эмитент должен располагать своими собственными почтовыми учреждениями и необходимыми средствами перевозки почты, либо состоять в договорных отношениях с владельцами таких транспортных средств.

Марки частной почты имеют не все признаки почтовой марки, а только первые четыре и, с некоторыми ограничениями, последний признак.
Все прочие, не имеющие перечисленных выше признаков миниатюры (наклеиваемые знаки оплаты, виньетки, ярлыки и т. д.) юридически и филателистически не являются почтовыми марками.

### Официальная трактовка
Во Всемирной почтовой конвенции, в последней редакции 2004 года, термину «почтовая марка», признакам почтовых марок и предъявляемым к ним обязательным требованиям посвящена отдельная статья за номером 8:

Статья 8

Почтовые марки

1. Термин «почтовая марка» защищен действующей Конвенцией и должен использоваться исключительно в отношении марок, которые соответствуют условиям данной статьи и Регламентов.

2. Почтовые марки:

2.1 выпускаются только органом, имеющим право на выпуск в соответствии с Актами ВПС; выпуск марок также включает в себя их выпуск в обращение.

2.2 являются проявлением суверенитета и представляют собой:

2.2.1 доказательство совершения предоплаты почтового сбора в размере, соответствующем их действительной стоимости, когда они наклеены на почтовые отправления согласно Актам Союза;

2.2.2 источник дополнительных доходов для почтовых администраций, в качестве объектов филателии;

2.3 должны находиться в обращении на территории выпускающей администрации для предоплаты почтовых сборов и филателии.

3. В качестве атрибута суверенитета почтовые марки должны содержать:

3.1 написанное латинскими буквами название государства или территории, субъектом которой является выпускающая почтовая администрация;

3.1.1 в факультативном порядке официальную эмблему государства, субъектом которого является выпускающая почтовая администрация;

3.1.2 в принципе, их номинальную стоимость, обозначенную латинскими буквами или арабскими цифрами;

3.1.3 в факультативном порядке слово «Postes» («Почта») латинскими или другими буквами.

4. Эмблемы государства, официальные служебные надписи и логотипы правительственных организаций, воспроизводимые на почтовых марках, защищены в рамках положений Парижской конвенции по охране интеллектуальной собственности.

5. Темы и сюжеты почтовых марок:

5.1 должны соответствовать духу Преамбулы к Уставу ВПС и решениям, принятым органами Союза;

5.2 должны иметь тесную связь с культурным своеобразием страны или территории, субъектом которой является выпускающая почтовая администрация, или способствовать распространению культуры или поддержанию мира;

5.3 в случае выпуска памятных марок в честь выдающихся личностей или каких-либо событий, которые не относятся к истории той страны или территории, субъектом которой является выпускающая почтовая администрация, они должны быть тесно связаны с этой страной или территорией;

5.4 не должны носить политический характер или быть оскорбительны для каких-либо личностей или стран;

5.5 должны иметь важное значение для той страны или территории, субъектом которой является выпускающая почтовая администрация.

6. В качестве субъекта прав интеллектуальной собственности почтовые марки могут содержать:

6.1 указание на право выпускающей почтовой администрации использовать соответствующие права интеллектуальной собственности, а именно:

6.1.1 авторское право, с постановкой знака, указывающего на авторские права, и указанием года выпуска;

6.1.2 знак, зарегистрированный на территории страны-члена, субъектом которой является выпускающая почтовая администрация, с проставлением зарегистрированного символа торговой марки после этого знака;

6.2 фамилию художника;

6.3 название типографии.

7. Отметки почтовой оплаты, оттиски франкировальных машин и оттиски, получаемые другими способами печатания или штемпелевания, соответствующие Актам ВПС, могут проставляться только с разрешения почтовой администрации.

## Элементы
Основными элементами почтовой марки являются:
- Указание эмитента (текстом или графически).
- Номинал.
- Клеевой слой.
- Почтовое гашение (штемпелем или иное).

Необязательные элементы:
- Надпечатка.
- Водяной знак.
- Перфорация.

Обусловленные сюжетом элементы включают в себя различные надписи (текстовые элементы) и графику (дизайн почтовых марок).

### Клеевой слой
Оборотная сторона подавляющего большинства марок, поскольку они предназначены для приклеивания на различные почтовые отправления, промазана клеем.
В качестве клея, наносимого на оборотную сторону марки, применялся гуммиарабик, а также раствор декстрина; в настоящее время употребляются синтетические клеевые составы (клей ПВА; подробнее см. Гуммирование). Клей обязательно должен быть безопасен для человека, поскольку большинство людей перед наклеиванием лижут клеевой слой. Некоторые современные составы клея содержат сахарин и другие улучшающие вкус добавки — для привлечения покупателей. Так, в 1960-х годах во Франции были выпущены так называемые «вкусные» марки, где в клей добавлялись лимонный сок, мята, ванилин. Была даже выпущена марка с добавкой перца.
В последнее время получили распространение так называемые самоклеящиеся марки.

### Гашение
Гашение знаков почтовой оплаты обыкновенно делали и продолжают делать до сих пор посредством штемпеля с датой отправления письма. В дальнейшем в США ввели автоматические машины, которые могли штемпелевать 5000 писем в час (ручным штемпелеванием — 3000). В Нью-Йорке имелись, помимо того, аппараты Барри, которые могли штемпелевать до 40 000 писем в час, но при условии, что они были все одинакового размера, с марками на указанном месте.
С середины XIX века получило распространение гашение почтовых марок в первый день их выпуска. При этом марки клеятся на специально для этой цели выпущенный конверт, а для гашения часто используются художественно оформленные спецштемпели.
В начале XX века на штемпеле в США помещали метеорологические указания, сообщавшиеся каждое утро метеорологической станцией некоторым почтовым конторам, так что получавший письмо находил в штемпеле указания о предстоящей перемене погоды.

## Классификация
Существует огромное разнообразие видов почтовых, полупочтовых или непочтовых марок. Ниже перечислены лишь некоторые из них:
1. Официальные почтовые марки — знаки почтовой оплаты, выпущенные государственной почтовой службой и используемые в качестве оплаты различных почтовых отправлений. Их можно разделить на три категории:
  - Марки, поступающие в свободную продажу для оплаты почтовых отправлений.
  - Предназначенные для внутренних нужд или потребностей определённых заведений (например, служебные марки). Обычно не попадают в продажу.
  - Для оплаты некоторых налогов (например, военно-налоговые марки).
2. Полуофициальные марки — выпущенные непочтовыми учреждениями или организациями, используемые для оплаты дополнительных почтовых сборов.
3. Неофициальные марки — марки, выпущенные общественными, частными организациями или лицами.
4. Марки частных почт — к этой категории относятся марки частных городских и гостиничных почт (например, марки частных местных почт).

В прошлом во многих странах, кроме марок для пересылки простых писем, существовали специальные марки:
- для пересылки печатных произведений, главным образом газет, употребляли газетные марки;
- для служебных пакетов — служебные марки;
- для взыскания платежа по нефранкированным или недостаточно оплаченным письмам — так называемые доплатные, или порто-марки;Марка Мозамбика с надпечаткой назначения номинала (1933)
- для заказных писем — заказные марки;
- для пакетов (посылок) — пакетные (посылочные) марки и т. д.

Кроме почтовых знаков, в некоторых странах существовали ещё телеграфные, податные, штемпельные марки, но для этих целей часто употребляли и почтовые марки. Так, в Англии двойственная цель марки обозначалась надписью англ. «Postage & Revenue» («Почтовый и гербовый сбор»), в Испании и некоторых других испаноязычных странах — исп. «Correos y Telégrafos» («Почта и телеграф») и т. д.

## Стоимость
Стоимость почтовой марки может означать одно из трёх:
- общественно необходимый труд, затраченный при производстве и реализации марок и воплощённый в них. В этом значении стоимость марки интересует прежде всего заказчика марки (почтовое ведомство) и непосредственного её изготовителя (компанию, которая печатает марку). Стоимость почтовой марки напрямую зависит от затрат труда на её изготовление. Поскольку затраты на изготовление марки, в свою очередь, зависят от выбранного способа печати, то печатаемые большими тиражами стандартные марки обычно изготавливаются более дешёвыми способами высокой или офсетной печати;
- стоимость (номинал), напечатанную на почтовой марке, и отражающую денежную сумму, на которую будут оказаны почтовые услуги при предъявлении этой марки;
- «коллекционную стоимость» — некую денежную величину, которая выражает, как почтовые марки соотносятся между собой в качестве предметов коллекционирования (обмена), или цену, которую устанавливает на неё сам коллекционер.

В основе ценообразования здесь лежит функция марки как предмета коллекционирования, а результатом является только фиктивная стоимость, от которой зависит торговая (также аукционная) цена почтовой марки. Со стоимостью почтовой марки в этом значении коррелирует её каталожная цена, под которой понимается оценка почтовой марки (или иных знаков почтовой оплаты) в каталоге марок (других знаков почтовой оплаты).

## Производство

### В прошлом
Способы изготовления ранних почтовых марок были различны:
- Гравирование на меди или стали, и тогда краска как бы выдаётся над бумагой.
- Типографский способ, и тогда на оборотной стороне марки появляются следы рельефа.
- Литографский способ, при котором обе стороны марки гладкие.

Чтобы ускорить печатание, на одном листе соединяли большое число клише (10—150). Первоначально марки отделялись от листа с помощью ножниц, но вследствие медленности этого способа прибегли к прокалыванию промежутков между марками — перфорации. До настоящего времени повсеместно на краях марок выбиваются зубчики с помощью особенной марочно-перфорационной машины, изобретённой в 1847 году ирландцем Генри Арчером (1806—1863) и усовершенствованной им в 1852 году, когда английское почтовое управление купило у него право на машину за 4000 фунтов стерлингов.
Чтобы затруднить подделку марок, а также вторичное употребление уже погашенных марок, при печатании предпринимались различные предосторожности. Так, на бумаге отпечатывали водяные знаки, в бумажную массу вкладываются длинные шелковые нити (так называемая дикинсоновская бумага) или маленькие разноцветные шелковые нитки. Затем употребляли так называемый гофраж, то есть с помощью пресса на марке выдавливали значок таким образом, что бумага пробивалась насквозь, а при погашении марки краска проходила через нарезы бумаги и штемпель не мог быть удален. В некоторых местах на марках употребляли заметные только под микроскопом значки, а также такие значки, которые обнаруживались при употреблении химических чернил. Наконец, при печатании употребляли такие краски, которые при соприкосновении с жидкостью смывались совершенно или отчасти.
Клей для марок готовился из смеси гумми с декстрином и глюкозой и наносился на марки при помощи машин, причем употребляли клей из расчета около 16 кг на 400 000 марок.

### Форма
Внешние очертания и конфигурация почтовой марки, как и других знаков почтовой оплаты, могут варьировать.
Несмотря на обилие выпущенных во всём мире марок, большинство из них сохранило форму первых почтовых миниатюр — горизонтальный или вертикальный прямоугольник. Однако используются и другие формы. Уже первые выпуски некоторых почтовых администраций отличались от первых марок мира.
В настоящее время известны марки следующих форм:
- прямоугольник — горизонтальный или вертикальный с различным соотношением сторон (от приближающихся к квадрату до вытянутых полосок);
- квадрат, стоящий на одной из сторон или на вершине. Квадратными были первые марки Баварии[нем.] («Чёрная единица», 1849) и Саксонии («Саксонская тройка», 1850). Эта форма широко использовалась и в Советском Союзе. Серия марок в честь Всемирной спартакиады (1935 года) имеет форму квадрата, стоящего на вершине. Впервые такие марки появились в 1851 году в Нью-Брансуике;
- треугольник — обычно используются равносторонние или равнобедренные треугольники, например марки Капской колонии, так называемые «Капские треугольники», 1853 года, но бывают и неравнобедренные (Колумбия, 1869). Треугольник может располагаться как стоящий на одной из сторон, так и на вершине (Австрия, 1916 год; Исландия, 1930);
- ромб — может быть расположен горизонтально или вертикально (Тувинская Народная Республика);
- трапеция — использовалась для марок Монако 1955 года, Малайзии 1970—1971 годов;
- круг — использовался для марок Бурунди, Сьерра-Леоне и других стран. Не следует путать марки круглой формы с марками, имеющими круглый рисунок. В 1971 году в Малайзии была выпущена серия в честь национального банка с рисунком круглой формы, окружённым круговой перфорацией. Однако эти марки нельзя считать круглыми, так как они отделялись от листа в виде квадрата с перфорированными краями;
- овал — марки такой формы могут использоваться самостоятельно и при перфорации почтовых блоков;
- свободная форма — некоторые страны выпускают марки так называемой свободной формы. Форма марок может повторять контур карты страны (Сьерра-Леоне, 1964), кокосового ореха (Тонга), банана (Тонга), очертаний Гибралтарской скалы (Гибралтар) и т. д.

Встречаются также пятиугольные, шестиугольные (гексагональные) и восьмиугольные (октагональные) марки.

### Материал
Большинство выпущенных почтовых марок напечатаны на чистой, обычно белой (мелованной) бумаге. Однако используются и другие материалы. В настоящее время известны марки на:
- чистой бумаге (мелованной, плотной, обычной, папиросной) — во всех странах;
- оборотной стороне недопечатанных рублей Рижского Совета — Латвия (1919—1920);
- оборотной стороне топографических карт — Латвия (1918—1920);
- оборотной стороне неразрезанных листов керенок, различных этикеток товаров и даже на линованной тетрадной бумаге — во время Гражданской войны;
- обёрточной бумаге — во время Гражданской войны;
- папирусе — Египет;
- шёлке — Бутан (1969; серия марок и блок), Монголия (1982, шесть блоков), Польша (1958; блок к 400-летию польской почты);
- дедероне, капроне (химический материал) — ГДР (1963; блок «Химия для мира и социализма»);
- алюминии — Венгрия (1955; марка к 20-летию алюминиевой промышленности страны, двухслойная с бумагой), СССР (две марки «Слава КПСС! XXII съезд КПСС», 1961; две марки «космос»; марка «XXVI съезд КПСС» и т. д.);
- золоте с бумажной подкладкой — Тонга, Сьерра-Леоне, Дагомея, Чад, Нигер, Гаити[10], Мали, Мавритания и др.;
- чистом золоте — Габон (1966; марки весом по 0,6 г золота памяти Альберта Швейцера);
- серебре — Тонга (с 1963) и др.;
- стали;
- меди;
- дереве — Швейцария (2004; серия памятных марок, сделанных из древесины);
- вышивке — Швейцария (2000; первая в мире почтовая марка с вышивкой; вследствие того, что, как и при обычной вышивке, среди марок всего тиража существуют незначительные различия, имеется основание для поиска разновидностей;
- маленьких виниловых грампластинках, на которых записаны песни, — Бутан, Катар;
- флуоресцентной (светящейся в темноте) бумаге (ФРГ, 1962);
- стереоскопические (пластик, два типа: объёмные при изменении угла наклона и рассматриваемые в специальных очках);
- «переливные» («лентикулярные» с пластиковым покрытием — с двумя и более наложенными изображениями) — Бутан (с 1967);
- фарфоре — Австрия (2014; к предстоящему 300-летию Венской фарфоровой мануфактуры в замке Аугартен)[11] и др.

## История

### Предыстория появления
Идея о бумажной наклейке как знаке почтовой оплаты предлагалась в разное время, а сама почтовая марка имеет предшественников:
- 1653—1654 — Жан-Жак Ренуар де Вилайе, организовавший по разрешению Людовика XIV регулярную почтовую службу[нем.][12] в Париже, выпустил лентообразные билеты оплаты почтового сбора (фр. Billet de port payé) по цене в 1 су (соль)[13], которыми обёртывали почтовые отправления или которые вкладывались в них так, чтобы были видны письмоносцу. На ленточных билетах стоял особый штемпель Ренуара де Вилайе и слова «port payé, le… jour de l’an 1653 (1654)» («оплачено, … дня, года 1653 (1654)»). Неизвестно, была ли на билете обозначена цена — ни одного экземпляра не сохранилось.
- 1660—1663 — при генеральном почтмейстере Генри Бишопе (1605—1691) в Англии появились первые штемпеля о почтовом сборе, включавшие указание суммы, которую следовало получить с получателя письма (например, «D/9» — 9 пенсов[14], «S/1» — 1 шиллинг[15]). Подобные штемпеля употреблялись в Лондоне, Эдинбурге, Дублине, Индии и английских колониях в Северной Америке.
- 1680 — Роберт Мюррей[англ.], лондонский обойщик, организовал первую городскую частную почту, которая перешла в руки его делового партнёра, купца Уильяма Докрея, 1635—1716)[16]. Почтовая служба получила название «пенни-почта»[17] благодаря тарифу в 1 пенни за доставку письма весом до 1 фунта. В 1683 году Докрей ввёл треугольные штемпеля предварительной оплаты, на которых имелся текст англ. «Penny Post[en] Paid» («Почтовый сбор в 1 пенни уплачен») и указывалось место отправки (буква в центре треугольника).
- 1819—1837 — в Сардинском королевстве выпускались штемпельные листы почтовой бумаги для писем, называвшиеся итал. Carta postala bolata (штемпельная почтовая бумага), на которых синей краской (в 1820 году — бескрасочным тиснением) печаталась цена 15, 25 и 50 чентезими оплаты[18] и был изображён мальчик верхом на коне, трубящий в почтовый рожок. В зависимости от цены листа форма штемпеля была круглой, овальной или восьмиугольной; сама бумага имела разнообразные водяные знаки для предотвращения подделок.
- 1823 — шведский лейтенант Курри Габриель Треффенберг (1791—1875)[19] предложил ввести конверты предварительной оплаты с напечатанной на них маркой, выполненной рельефным бескрасочным тиснением или красочным аллегорическим рисунком, который было бы сложно подделать. Центральный почтамт Стокгольма отклонил это предложение как «нелепое».
- 1834—1839 — Джеймс Чалмерс (1782−1853), шотландский книготорговец и издатель, набросал и изготовил проекты знаков почтовой оплаты.
- 1835—1836 — Лоренц Кошир, 1804—1879), австрийский чиновник, помощник почтового счетовода и словенец по происхождению, предложил предварительно оплачивать почтовый сбор при помощи наклеиваемых марок.

По некоторым сведениям, самая первая в мире почтовая марка появилась в Греции в конце 1830-х годов, и сохранились её единичные экземпляры. Однако точная дата выхода греческой марки якобы не установлена, и приоритет Греции в выпуске почтовых марок вызывает сомнение. По другой информации, первые почтовые марки появились в этой стране после 1828 года, когда, как утверждают исследователи из Греции, здесь провели почтовую реформу, а точнее — в 1831 году.

### Первая в мире марка
«Отцом почтовой марки» признан сэр Роуленд Хилл (1795—1879). Первые в истории марки, названные «Чёрный пенни», были выпущены 6 мая 1840 года в Великобритании.
Впоследствии Всемирный почтовый союз ввёл правило, предписывающее обязательное указание на марках названия страны-эмитента, выполненное латинскими буквами. Великобритания — как первая в истории страна, использовавшая марки, — была единственным государством, освобождённым от выполнения этого правила.

### Первые марки других стран
Вслед за выпуском первых марок в Великобритании в 1840 году почтовые марки стали появляться в свет и в других странах:
- 1843 — кантоны Цюрих и Женева в Швейцарии, Бразилия.
- 1845 — кантон Базель, США (почтмейстеры).
- 1847 — США[25], Маврикий[24], Тринидад (почтмейстер).
- 1848 — Бермуды (почтмейстер).
- 1849 — Франция[24][26], Бельгия, Бавария, Швейцария.
- 1850 — Испания[24], Австрия, Новый Южный Уэльс и Виктория в Австралии, Саксония, Пруссия и др.
- 1851 — Канада[24], Сардиния, Дания, Баден[27].
- 1852 — Нидерланды, Люксембург[24], Папская Область, почта Турн-и-Таксис.
- 1853 — мыс Доброй Надежды в Африке.
- 1854 — Индия.
- 1855 — Норвегия[28], Швеция[24].
- 1856 — Мексика, Финляндия[24][29].
- 1857 — Тифлис[29], Россия.
- 1858 — Аргентина, Молдавия.
- 1860 — Польша[29].
- 1861 — Италия, Греция.
- 1866 — Египет, Гондурас, Сербия[30].
- 1868 — Персия (Иран).
- 1871 — Япония, Венгрия[31].
- 1872 — Германия (объединённое государство).
- 1878 — Китай.
- 1879 — Болгария.
- 1888 — Тунис[32].
- 1894 — Абиссиния (Эфиопия).

- Первые марки некоторых стран
- Кантон Цюрих («Цюрихские четвёрка и шестёрка», 1843)
- Кантон Женева
(«Двойная Женева», 1843)
- Бразилия
(«Бычий глаз», 1843)
- Кантон Базель
(«Базельская голубка», 1845)
- США («Бенджамин Франклин»[фр.], 1847)
- Маврикий («Розовый Маврикий», 1847)
- Франция («Церера»[англ.], 1849)[26]
- Бельгия («Эполеты»[англ.], 1849)
- Бавария
(«Чёрная единица», 1849)
- Австрия («Гербовый выпуск»[нем.], 1850)
- Саксония
(«Саксонская тройка», 1850)
- Баден (1851)[27]
- Мыс Доброй Надежды
(«Капские треугольники», 1853)
- Норвегия (1855)[28]
- Швеция (1855)[33]
- Финляндия (1856)
- Тифлис, Россия
(«Тифлисская уника», 1857)
- Россия (1857)
- Молдавия
(«Бычья голова», 1858)
- Польша (1860)
- Греция («Большая голова Гермеса»[англ.], 1861)
- Сербия (1866)[30]
- Тунис (1888)[32]

К началу XX века марки были введены в употребление в 310 странах (считая в том числе и не существовавшие уже на тот момент государственные образования, например, малые итальянские и немецкие), а штемпельные конверты — в 135 странах. Число различных знаков почтовой оплаты доходило до 14 000, а их ценность — от неаполитанской газетной марки в ½ торпезе (¼ копейки) до североамериканской газетной марки в 60 долларов (120 рублей).
В то же время был возбужден вопрос о введении единообразной всемирной почтовой марки, но этому противопоставлялось то соображение, что в состав Всемирного союза входили и такие государства, валюта которых была в высокой степени и даже совершенно обесценена; таково было положение некоторых южно-американских республик. На Всемирном почтовом конгрессе 1897 года в Вашингтоне было решено ввести во всех странах однообразные цвета для марок одинакового достоинства, а равно не допускать в обращение марок, издаваемых по случаю юбилеев и тому подобных событий. Этим договорённостям, однако, не суждено было воплотиться в жизнь.

### Почтовые марки России (1857—1917)

#### Марки Российской империи
Предшественниками российских марок считают конверты городской почты Санкт-Петербурга, поступившие в обращение в 1845 году. Они назывались «штемпельные куверты», имели круглый штемпель, свидетельствовавший об уплате почтового сбора, и являются первыми знаками почтовой оплаты в России. В 1846 году такие же конверты были выпущены для Москвы. Кроме того, петербургские конверты использовались также в Москве, Варшаве и Казани. В 1848 году появились конверты для иногородней почты.
10 (22) декабря 1857 года была выпущена первая почтовая марка России — беззубцовая, номиналом в 10 копеек (за 1 лот), вместе с марками номиналом в 20 копеек (2 лота) и 30 копеек (3 лота), а также для городской почты. В 1858 году появились первые российские марки с зубцами достоинством в 10, 20 и 30 копеек. В 1864 году были выпущены марки в 1 и 3 копейки. Впоследствии выпускались марки ценностью от 1 копейки до 7 рублей; в 1884 году были введены новые образцы почтовых марок.

#### Марки Финляндии, Тифлиса и Польши
На территории Финляндии и Польши, входивших в состав Российской империи, а также в Тифлисе (ныне Тбилиси) выпускались собственные официальные марки. При этом в Финляндии и Тифлисе они появились раньше, чем на остальной территории России, — соответственно в 1856 и 1857 годах.
Первыми знаками почтовой оплаты Финляндии были штемпельные конверты, использовавшиеся с 1845 года. Первые марки были выпущены в обращение 3 марта 1856 года. При этом для первого выпуска был сохранён рисунок знака и техника его исполнения, применявшаяся при печати штемпельных конвертов. Последующие марки Великого княжества Финляндского, за редким исключением, выполнялись типографской печатью. Всего с 1856 по 1917 год было сделано двенадцать выпусков марок. Общегосударственные марки России в финских почтовых учреждениях не продавались, однако оплаченная ими корреспонденция беспрепятственно доставлялась адресатам.
Тифлисская марка, известная под названием «Тифлисская уника», была выпущена 20 июня 1857 года, имела хождение непродолжительное время и считается большой филателистической редкостью.
Первая и единственная марка Царства Польского была выпущена 1 января 1860 года. Её рисунок был создан в типографии Г. Гаазе в Варшаве. Он повторяет рисунок общероссийских марок того времени с некоторыми отличиями: на груди двуглавого орла помещён щиток с одноглавым орлом, отсутствуют слова «почтовая марка», а в нижней части текст дан на польском языке — «ZA ŁOT KOP. 10» («За лот 10 коп.»). Кроме того, были изменены цвета. Из-за несовершенства технологии тиснения щит с польским орлом практически не виден. Печатались марки Государственной фабрикой стемпля несколькими тиражами и отличались оттенками красок и сортом бумаги. Марки Царства Польского были изъяты из обращения 1 (13) апреля 1865 года после ликвидации его автономии. В дальнейшем, до провозглашения независимости в ноябре 1918 года, здесь использовались общегосударственные марки России.
- Первая марка Великого княжества Финляндского (3 марта 1856, 5 копеек)
- Первая и единственная марка Царства Польского (1 января 1860, 10 копеек)

#### Земские марки
С 1865 года в России наряду с правительственной почтой начала организовываться земская почта, осуществлявшая доставку почтовой корреспонденции между государственными почтовыми отделениями и местными жителями уездов. Для оплаты этих услуг земствами выпускались специальные знаки почтовой оплаты, получившие известность как земские марки.

#### Марки местного значения
Особую группу марок местного значения составляют так называемые венденские марки, выпускавшиеся с разрешения Министерства внутренних дел России Венденским уездом Лифляндской губернии (ныне город Цесис в Латвии) в период с января 1863 по 1903 год. Существует 12 различных типов этих марок, имеющих около 40 разновидностей; их номинал выражен в копейках. Надписи на марках сделаны на немецком языке, но начиная с 1901 года использовалась надпись на русском языке «Венденская уездная почта». Почта была закрыта 23 апреля 1903 года.
- Двухкопеечная земская марка Валдайского уезда
- Двухкопеечная местная венденская марка (1875)
- То же (1901)

### Советские марки

#### Почтовые марки РСФСР
В первые послереволюционные годы для нужд почтового обращения использовали марки Российской империи тринадцатого, семнадцатого и последующих выпусков, а также почтово-благотворительные марки 1914—1915 годов. По мере их расходования марки допечатывались со старых клише. С 1918 по 1923 год были сделаны повторные эмиссии марок семнадцатого, девятнадцатого и двадцать второго выпусков.
К началу 1918 года в РСФСР стал ощущаться острый недостаток почтовых марок. Для устранения этого Наркомпочтель ввёл в обращение в качестве почтовых, по номинальной стоимости, сберегательные марки, изъятые из употребления в 1915 году. Они сразу же стали использоваться для оплаты всех видов корреспонденции, кроме международной. Кроме того, в условиях острого недостатка знаков почтовой оплаты некоторые почтовые учреждения по собственной инициативе применяли в качестве почтовых гербовые марки. С 1 января 1919 года по 15 августа 1921 года простая корреспонденция на территории РСФСР пересылалась бесплатно. После отмены этого тарифа Наркомпочтель, из-за отсутствия почтовых марок нужных номиналов, вновь ввёл в обращение сберегательные и контрольные марки всех достоинств, установив им цену по 250 рублей независимо от номинала. Эти марки были официально изъяты из обращения 15 сентября 1922 года.
Первые марки РСФСР «Рука с мечом, разрубающим цепь» вышли в обращение 25 октября (7 ноября) 1918 года на первую годовщину Октябрьской революции. Почтовое обращение этих марок было недолгим. 8 апреля 1922 года их изъяли из обращения. 10 августа 1921 года вышел первый стандартный выпуск РСФСР, на марках которого впервые было указано новое наименование государства.
С августа 1923 года на всей территории РСФСР использовались только почтовые марки СССР.

#### Почтовые марки СССР
Первые марки СССР с надписью «Почта СССР» поступили в обращение в августе 1923 года. Это была серия памятных марок в честь Всероссийской сельскохозяйственной и кустарно-промышленной выставки. Марки продавались только в крупных городах. В октябре 1923 года начался выпуск марок 1-й стандартной серии СССР, так называемый «Золотой стандарт». Номиналы на марках были даны в золотом исчислении: «…коп. золотом» или «…руб. золотом». Последняя марка с надписью «Почта СССР» вышла в апреле 1992 года. Это была беззубцовая марка 12-го стандартного выпуска.
- Марка из первого выпуска с надписью «Почта СССР» (1923, художник Г. Пашков)
- «В. И. Ленин» (художник В. П. Васильев) — лучшая советская марка 1964 года
- Последняя марка СССР 12-го стандартного выпуска (1992, художник Ю. Ряховский)

## Филателистическая ценность
Практически во всех странах значительная часть марок выпускается с изначальной целью их продажи коллекционерам, что позволяет государству получать значительные доходы, не связанные напрямую с почтовыми услугами. Такие государства и территории, как Лихтенштейн, Тринидад и Тобаго, Джерси и многие другие, рассматривают средства оплаты почтовых отправлений (марки, конверты, открытки) как один из инструментов при формировании доходной части бюджета.

## Подделки
Практически вся история почтовых марок сопровождалась историей их подделок — фальсификатов. Уже в 1840-х годах в обращении появились как полные фальсификаты, так и частичные, использующие в качестве основы настоящие марки, но с поддельной надпечаткой, изменённым цветом или перфорацией и т. п. Кроме того, появлялись так называемые фантастические выпуски — издания, не имеющие аналогов в официальной почтовой системе. Различают фальсификацию марок в ущерб почте и в ущерб коллекционерам (с развитием филателии второй тип подделок по масштабу и уровню стал сопоставим с первым).

## Сохранность
Где бы ни хранилась марка, она подвержена воздействию среды: воздуха, температуры, влажности, сухости, загрязнённости (пыль, табачный дым); света, как дневного, так и искусственного; воды, её температуры и содержащихся в ней веществ (хлор, соли). Горячая вода влияет на краску и для отмывания марок её оптимальная температура +35…+50 °C. Кислород, содержащийся в воздухе, химически соединяется с входящими в состав краски марки элементами, происходит окисление — изменяется цвет марки. При влажном воздухе гигроскопический клей впитывает воду, марка прилипает к кляссеру. Чрезмерно сухой воздух может вызвать трещины в клеевом слое и бумаге. Высокая температура воздуха ускоряет пожелтение бумаги. При курении выделяются вещества, вызывающие изменение цвета. Прямой солнечный свет и вспышка при фотографировании ускоряют выцветание марки.
Марки с флюоресцирующими веществами (в бумаге, краске или покрытии) желтеют от воды, содержащей щёлочь или медь. Марки с рельефным тиснением не переносят влаги и давления. Золотая краска или фольга чернеет под влиянием окисления, на ней проявляются отпечатки пальцев. В помещениях, где хранятся марки, следует поддерживать постоянную температуру и чистоту, а для отмывания марок использовать дистиллированную или охлаждённую кипячёную воду.